# Холокост и хомосексуалност
Преди началото на Втората световна война, хомосексуалните в Германия, особено Берлин, са имали много повече свобода и обществена подкрепа от където и да е другаде по света. С идването на власт на Адолф Хитлер през 1933 г. гей мъжете и в по-малка степен лесбийките, наред с евреите, циганите и донякъде славяните, попадат под прицела на политиката на Нацистката партия, респективно в списъка с жертви на холокоста. Още в началото на 1933 г., след подпалването на Райхстага на 27 февруари, са издадени декрети срещу непристойното поведение на публични места и всички гей организации са забранени, а книгите посветени на хомосексуалността, а и на сексуалността като цяло, са изгорени. През 1936 г. хомосексуалността е обявена за „национално бедствие“ (на немски: Volksschädlinge букв. народни вредители). Гестапо съставя списък на хомосексуалните, които впоследствие са заставяни да спазват сексуалната норма в Германия. Организирана е Райхслужба за борба с хомосексуалността и абортите. През август 1941 г. Хитлер осъжда хомосексуалността и призовава към по-строги мерки.
Според оценките, направени тогава, към 1928 г. около 1.2 млн. души в Германия са хомосексуални. Между 1933 и 1945 г. около 100 000 мъже са арестувани, а около 50 000 осъдени, заради хомосексуални прояви. Повечето от осъдените прекарват присъдите си в обикновени затвори, но между 5000 и 15 000 са затворени в концентрационни лагери. Не е ясно колко от тях са загинали. Ученият Рюдигер Лаутман твърди, че смъртността на затворниците в лагерите е около 60%. Те били малтретирани по особено жесток начин не само от надзирателите си, но често пъти и от другите обитатели на лагера. Това бил главният фактор за по-високата смъртност, в сравнение с другите „анти-социални“ групи, пребиваващи в лагерите.
След войната третирането на хомосексуалните в концентрационните лагери е непризнато в повечето страни, като някои мъже са затворени повторно на базата на доказателствата, събрани от нацистите. До 80-те този факт е отричан от правителствата на тези страни. Немското правителство отправя извинение към гей общността едва през 2002 година. През 2005 година Европейският парламент приема резолюция за холокоста, в която преследването на хомосексуалните е споменато.

## Означавания
Символът триъгълно тяло, което обичайно обозначава мъжкия биологичен пол е бил знакът за хомосексуалните в нацистка Германия. За обичайната употреба на този символ виж триъгълно тяло, обозначаващо мъжки пол. Символът черно триъгълно тяло е използван от нацистите в лагерите да обозначи жени, които са лесбийки, както и други жени. За мъжете с хомосексуална ориентация е използван същия, но розов символ.

## В изкуството
Филм, който отразява тази реалност е драматичният Ейме и Джагуар (Aimee and Jaguar) на режисьора Макс Фарбербок, който разказва за любовта на две жени – еврейка, заплашена от Гестапо, работеща под фалшиво име за нацистки вестник и съпругата на нацист и майка на четири деца – по време на Втората световна война и управлението на Хитлер в Германия.